# Łodziki
Łodziki (Nautilida) – rząd morskich głowonogów z podgromady łodzikowców (Nautiloidea) obejmujący liczne gatunki wymarłe oraz kilkanaście współcześnie żyjących. Muszli tych zwierząt używa się jako naczyń i do wyrobu ozdób, mięso jest jadalne.

## Występowanie
Środowiskiem ich życia są ciepłe oceany, dość głębokie wody, rzędu 400–700 metrów p.p.m. Niewielkie populacje łodzikowatych zasiedlają morza wokół wysp Indonezji, Filipin i Australii. Pojedyncze osobniki spotykano także na otwartych wodach Oceanu Indyjskiego, jednak nie jest pewne, czy nie były to zwierzęta wyniesione przez prądy poza miejsce swojego zamieszkania.

## Ewolucja
Ewolucja tej grupy głowonogów opisana została w odrębnym artykule.

## Budowa

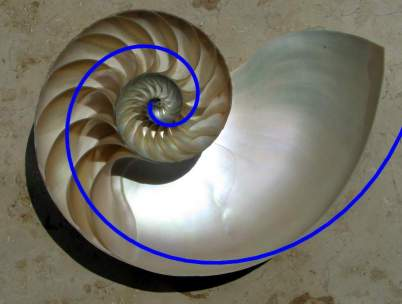
Spirala muszli łodzika tak naprawdę nie jest złotą spiralą

Łodziki mają dobrze rozwiniętą, symetryczną muszlę zewnętrzną zwiniętą planispiralnie (w jednej płaszczyźnie) – i choć spirala ta jest spiralą logarytmiczną, tak jak złota spirala, to wbrew powszechnemu poglądowi muszle łodzików nigdy nie mają kształtu złotej spirali (patrz → obraz po lewej). Muszla stanowi ochronę zewnętrzną zwierzęcia oraz bierze udział w regulacji jego pływalności. Jest podzielona wewnętrznie na szereg komór. Przez te komory przebiega asymetrycznie łącząca je cienka rurka, tzw. syfon, będąca przedłużeniem ciała łodzików. Otwór muszli zamykany jest mięsistym kapturem. Wnętrze muszli pokrywa warstwa perłowa.
Te głowonogi mają dużą głowę i liczne ramiona, bez przyssawek, ułożone w dwóch wieńcach. Służą one do poruszania się i chwytania zdobyczy.

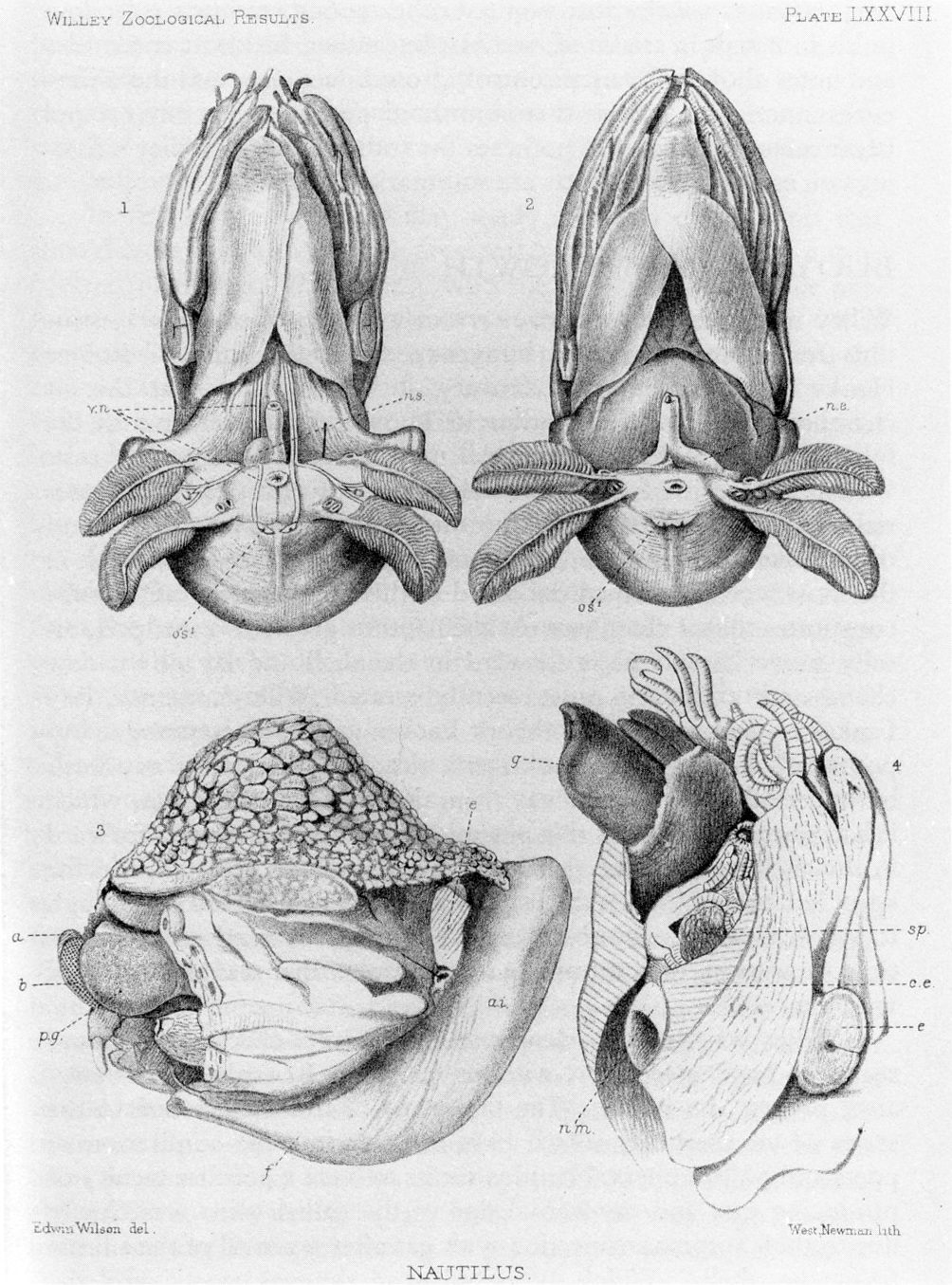
Anatomia Allonautilus scrobiculatus

Łodziki mają dwie pary skrzeli, dwie pary nerek, dwie pary przedsionków wprowadzających krew do komory sercowej. Mają lejek niezrośnięty, dwudzielny, język szorstki, zaopatrzony w zęby ułożone w poprzecznych rzędach, duże oczy typu kubkowego, pozbawione soczewek i ciałek szklistych. W płaszczu łodzików nie występują chromatofory ani organy świetlne. Ubarwienie ciała białe, a muszli białe, czerwone lub brązowe.

### Wymiary
średnica muszli: do 28 cm współcześnie żyjące, 0,5 m wymarłe
masa ciała: ok. 0,5 kg współczesne, 3 kg wymarłe
długość ramienia: 3–14 cm

## Biologia i ekologia
Są to zwierzęta przydenne, przystosowane do życia w warunkach niskiego stężenia tlenu w wodzie. W niekorzystnych warunkach chowają się do wnętrza muszli i mogą długo przebywać bez ruchu, obniżając poziom metabolizmu. Poruszają się dzięki odrzutowi wody wystrzykiwanej z lejka.
Wchodzą w skład nektonu. Są drapieżne. Żywią się skorupiakami, wieloszczetami, małżami, niektórymi ślimakami i małymi rybami, a także padliną (co jest wykorzystywane przez ludzi w zastawianych na łodziki pułapkach). Polują w nocy. Rozmnażają się przez powolny rozwój prosty jaj o dużych rozmiarach.

## Systematyka
- Podrząd: †Lirocerina
- Podrząd: Nautilina
  - Nadrodzina: Nautilitaceae
    - Rodzina: Nautilidae
      - Rodzaj: Allonautilus
        - Allonautilus perforatus
        - Allonautilus scrobiculatus

      - Rodzaj: Nautilus
        - Nautilus belauensis
        - †Nautilus clarkanus
        - †Nautilus cookanum
        - Nautilus danicus
        - Nautilus macromphalus

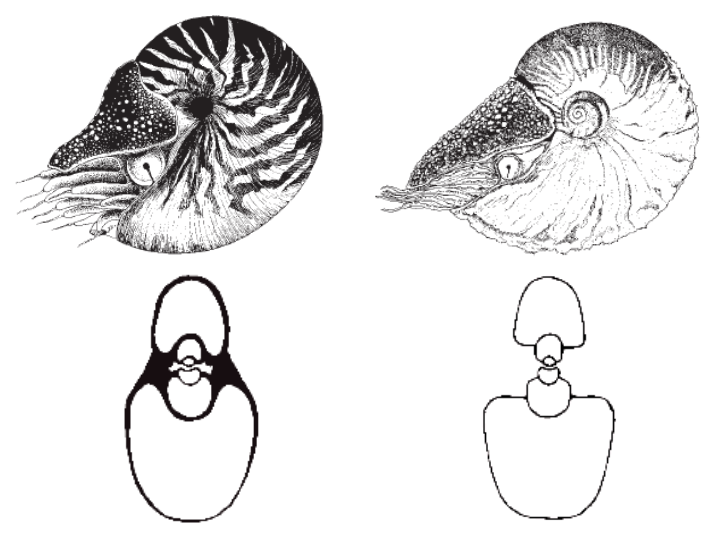
Porównanie muszli Nautilus i Allonautilus

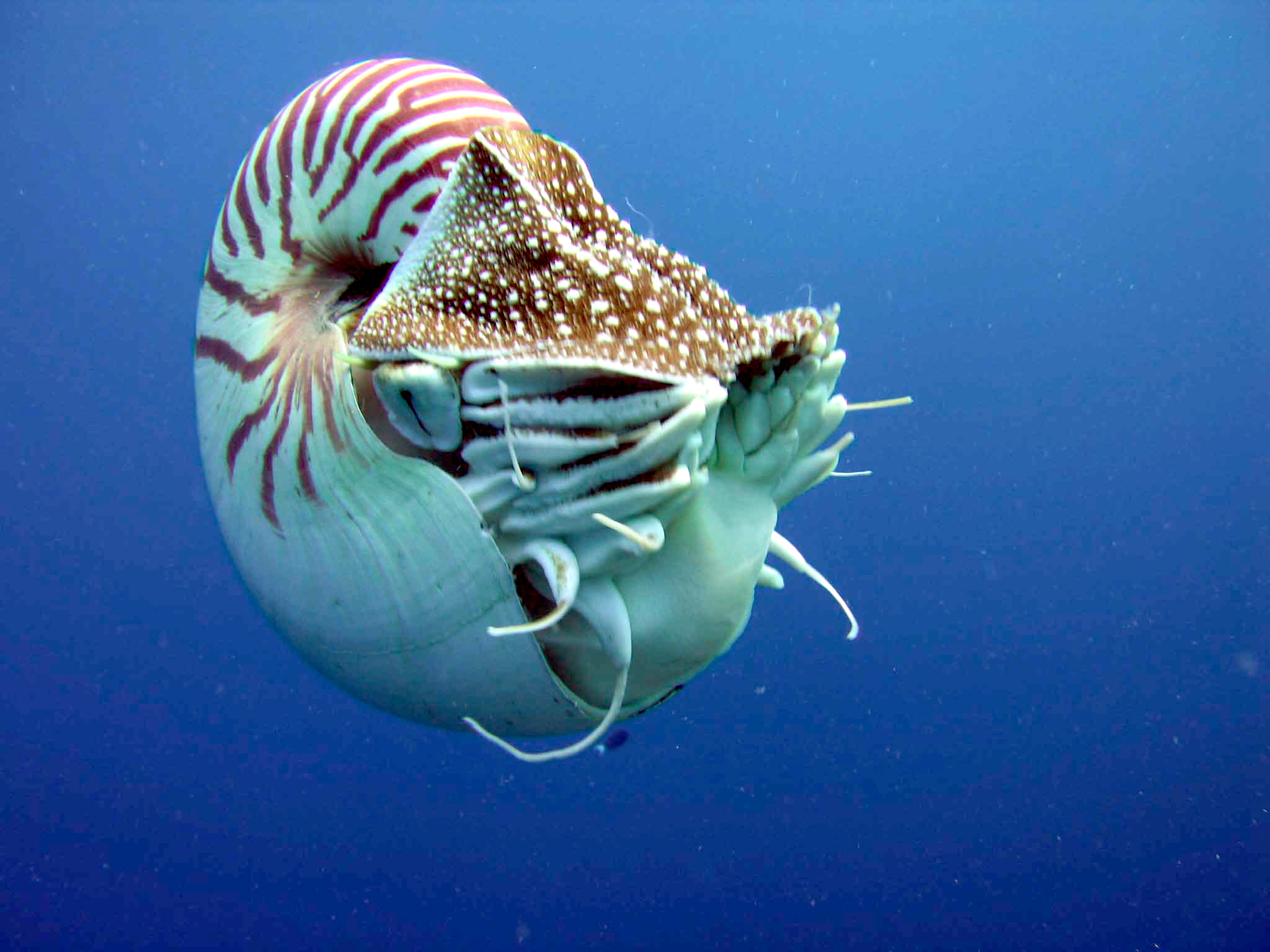
Nautilus sp

        - Nautilus pompilius – łodzik piękny
          - Podgatunek: Nautilus pompilius pompilius
          - Podgatunek: Nautilus pompilius suluensis

        - †Nautilus praepompilius
        - Nautilus stenomphalus

      - Rodzaj: †Stenzeloceras
- Podrząd: †Ruticerina